# 맨체스터 공습
맨체스터 공습 (크리스마스 공습으로도 알려짐)은 제2차 세계 대전 중 독일 루프트바페가 노스웨스트잉글랜드에 있는 맨체스터 시와 그 주변 지역에 가한 대규모 폭격이었다. 이는 중요한 내륙 항구이자 산업 도시인 맨체스터에 대한 세 번의 주요 공습 중 하나였다. 인접한 스트렛퍼드의 트래퍼드 공원은 주요 군수품 생산 중심지였다.

## 맨체스터 공습
공습은 1940년 8월에 시작되었고, 1940년 9월에는 팰리스 극장 옥스퍼드 가에 명중했다. 가장 큰 공습은 1940년 12월 22/23일 밤과 23/24일 밤에 발생했으며, 약 684명이 사망하고 2,000명 이상이 부상당했다. 맨체스터 대성당, 로열 익스체인지, 자유무역회관, 맨체스터 어사이즈 법원 등이 큰 피해를 입었다. 12월 22/23일 밤에는 272톤의 고성능 폭약이 투하되었고, 다음 날 밤에는 195톤이 추가로 투하되었다. 또한 이틀 밤 동안 약 2,000개의 소이탄이 도시에 투하되었다. 항공기는 도시 전체에 부채꼴 모양으로 흩어져서, 당시 이미 익숙한 전술인 조명탄 투하 후 소이탄과 고성능 폭약을 투하하고, 이후의 편대가 이전 공격으로 발생한 화재를 목표로 삼았다. 영국 전역에서도 덜 강도 높은 폭격이 있었다. 12월 24일에는 두 대의 독일 항공기가 영국 제도 상공에서 손실되었다고 보고되었다. 한 대는 블랙풀 근처 해상에 추락했고, 다른 한 대는 소이탄과 조명탄을 싣고 서식스 근처에서 화염에 휩싸여 추락했으며 생존자는 없었다.

## 솔퍼드와 스트렛퍼드
인접한 솔퍼드, 스트렛퍼드 및 다른 지역들도 폭격으로 심하게 손상되었다. 솔퍼드에서는 215명 이상이 사망하고 910명 이상이 부상당했으며, 8,000채 이상의 주택이 손상되거나 파괴된 것으로 추정된다. 스트렛퍼드에서는 73명이 사망하고 훨씬 더 많은 사람들이 부상당했다.
1941년 6월, 독일 폭탄이 원래 솔퍼드 왕립 병원 채플 스트리트와 아델피 스트리트 교차점에 피해를 입혀 간호사 14명이 사망했다.

## 추가 공습
1941년 3월 11일, 맨체스터 유나이티드 FC의 홈구장인 올드 트래퍼드 축구 경기장이 트래퍼드 공원의 산업 단지를 겨냥한 폭탄에 맞아 경기장이 파괴되고 스탠드가 철거되었다. 경기장은 전쟁 후 재건되어 1949년에 재개장했으며, 그 전까지 유나이티드는 맨체스터 시티의 메인 로드 경기장을 사용했다.
1941년 6월, 독일 폭탄이 경찰 본부를 손상시켰다. 맨체스터는 전쟁 내내 루프트바페의 폭격을 계속 받았고, 공중 V-1 비행폭탄의 목표가 되었다. 1944년 크리스마스 이브, 요크셔 해안 상공을 비행하던 하인켈 He 111 폭격기들이 맨체스터를 향해 45발의 비행폭탄을 발사했다. V-1은 맨체스터 자체에 착탄하지 않았지만, 인접한 올덤에서 27명이 길 잃은 폭탄으로 사망했다. 다른 지역에서는 17명이 사망하고 총 109명이 부상당했다. 영국 왕립 공군 드 하빌랜드 모스키토는 북해 상공에서 독일 폭격기 한 대를 격추하고 다른 한 대에 심각한 손상을 입혀 독일에서 불시착하게 만들었다.

## 같이 보기
- 맨체스터의 역사
- 영국 대공습

## 추가 자료
- Daily Dispatch and Evening Chronicle (1945) Our Blitz: Red Sky over Manchester. Manchester: Kemsley Newspapers (Facsimile edition by Aurora Publishing, Bolton, [ca. 2000] ISBN 978-1-85926-049-4).